# Heemraadssingel

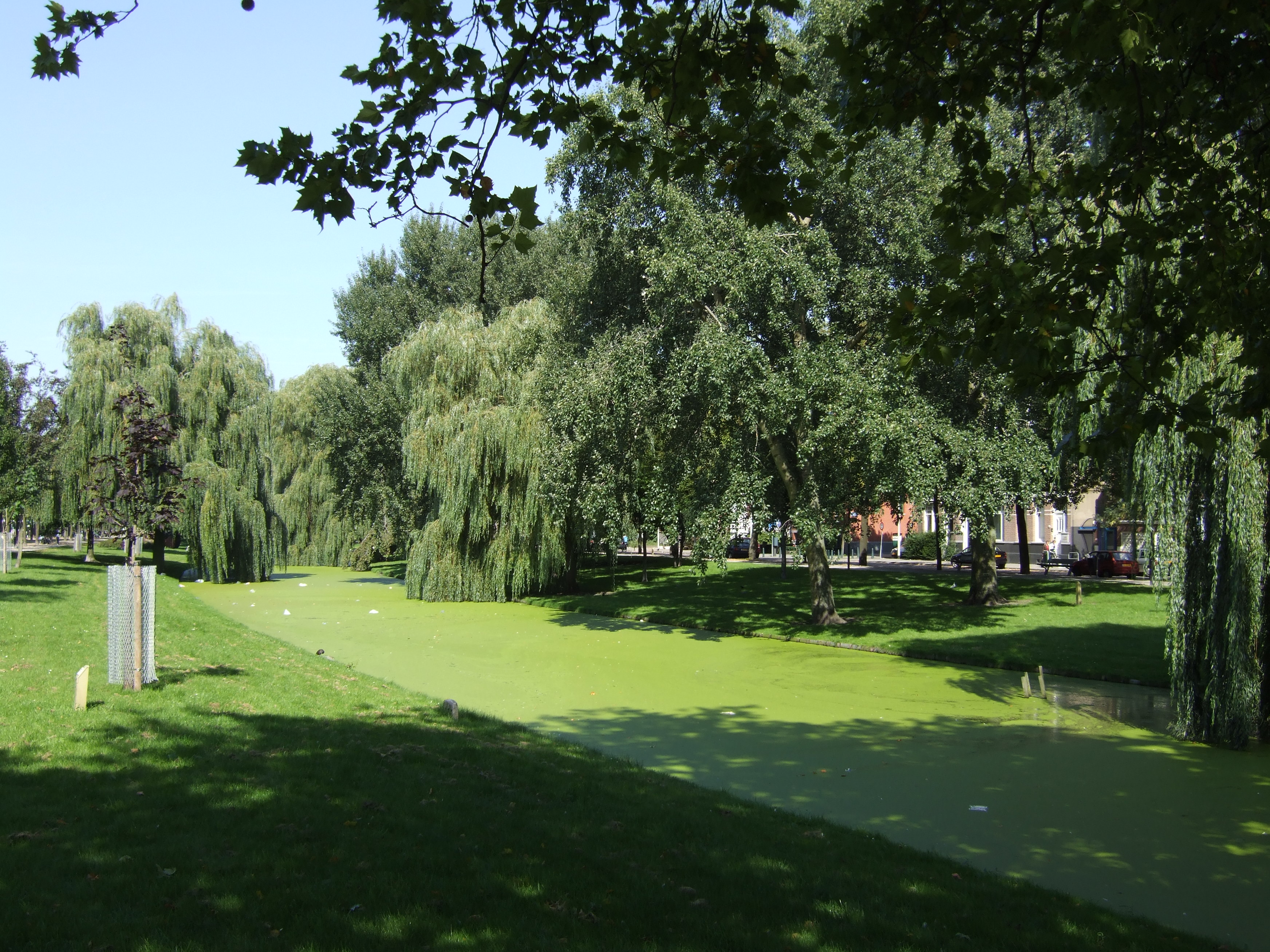
Heemraadssingel nabij de Mathenesserlaan

De Heemraadssingel is een bekende singel in Rotterdam.

## Ligging
De Heemraadssingel is een singel van circa 1,5 km in de Rotterdamse deelgemeente Delfshaven op de grens van de wijken Middelland en het Nieuwe Westen. De Heemraadssingel begint bij de kruising met de Rochussenstraat, bij metrostation Coolhaven en eindigt bij de Diergaardetunnel nabij de oude hoofdingang van Diergaarde Blijdorp.

## Geschiedenis
De Heemraadssingel is aangelegd rond 1900 en de naam verwijst naar heemraden van Schieland. De singel maakte deel uit van een uitbreidingsplan van G.J. de Jongh. Bij de kruising van de Heemraadssingel en de Mathenesserlaan staat de voormalige burgemeesterswoning uit 1906. Aan de oostkant van de Heemraadssingel staat bij dezelfde kruising een naoorlogs kantoorpand, in 2020 omgebouwd tot woningen. Op deze hoek was tijdens de Tweede Wereldoorlog het kantoor van de Sicherheitsdienst gevestigd. Op 29 november 1944 is dit pand gebombardeerd, waarbij ook het nabijgelegen Gemeentearchief en de Sint Elisabethkerk werden beschadigd. 
De Heemraadssingel kent verschillende gemeentelijke monumenten sinds het Rotterdamse Monumenten Inventarisatieproject 1990. Daarbij werden 83 panden aangemerkt als ‘overig monument’ in een inventarisatie van 1350 objecten en complexen uit de periode 1850-1940 in Rotterdam. Dit vormde de basis voor de selectie van nieuwe rijks- en gemeentelijke monumenten.

## Natuur
De Heemraadssingel is een singel met veel groen. Er staan tientallen verschillende boomsoorten, waaronder de dikste esdoorns van Rotterdam. In de bomen nestelen in het voorjaar veel spreeuwen.

## Bezienswaardigheden

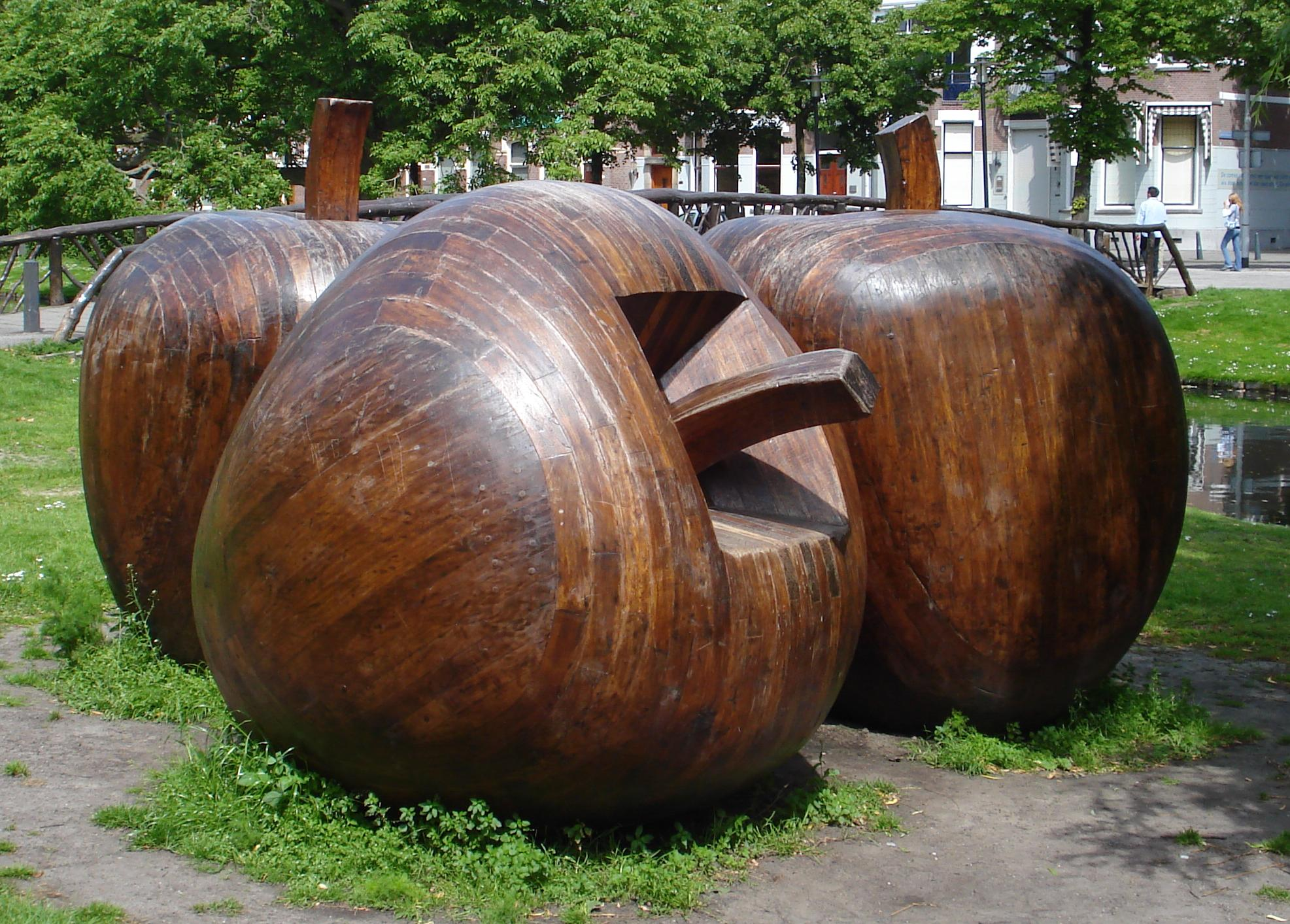
Appels van Kees Franse

- Appels; kunstwerk van Kees Franse die aan de Heemraadssingel gewoond heeft
- De Stoel van Dora Dolz
- Voormalige burgemeesterswoning
- Motorfiets van Anna Blaman

De Heemraadssingel en de aangrenzende Mathenesserlaan zijn voorgedragen als beschermd stadsgezicht.

## Openbaar vervoer
Over de Heemraadssingel rijden RET buslijn 44. Tramlijnen 1, 4, 6, 7 en 11 en buslijn 32 kruisen de singel. Het metrostation Coolhaven ligt aan het zuidelijke uiteinde van de Heemraadssingel.